# Stadionul Călărășeuca
Stadionul Călărășeuca este un stadion de fotbal din Călărașeuca, Ocnița, Republica Moldova. El este stadionul de casă al clubului FC Nistru Otaci. Arena are o capacitate de 2.000 de locuri.